# Ухта
Ухта (рус. Ухта) град је у северозападној Русији у републици Комији. Налази се на реци Ухти, 325 км од Сиктивкара. Према попису становништва из 2010. у граду је живело 99.642 становника.
Насеље је основано као „логорно место“ (рус. лагерный пункт) Чибју (рус. Чибью) 1929. (према невеликој речици, која се улива у реку Ухту). 1939. је преименовано у село Ухту. Добило је градски статус 20. новембра 1943. када је повезано са Печорском пругом.
Ухта се налази у порјечју реке Печоре, иначе врло важног нафтно/плино- носног подручја. Нешто од Ухтине нафте се локално рафинира; већи део се одводи цевоводима у нафтне рафинерије у Санкт Петербург и у Москву.
Град се проширио 40-их и 50-их година 20. стољеча употребом присилне радне снаге, коју су чинили политички затвореници Стаљинова режима.

## Становништво
Према прелиминарним подацима са пописа, у граду је 2010. живело 99.642 становника, 3.698 (3,58%) мање него 2002.
| 1939. | 1959.  | 1970.  | 1979.  | 1989.   | 2002.   | 2010.  |
| ----- | ------ | ------ | ------ | ------- | ------- | ------ |
| 2.669 | 36.154 | 62.923 | 87.467 | 110.548 | 103.340 | 99.591 |